# Тропска медицина
Тропска медицина је интердисциплинарна грана медицине која се бави здравственим проблемима који су шире распрострањени или теже контролисани у тропским и субтропским регионима.
Лекари који раде у овом подручју дијагностикују и лече разне болести и тегобе. Велики број инфекција са којима се сусрећу је ендемичан за тропске области. Неке од најпознатијих болести које се јављају укључују маларију, ХИВ/сида и туберкулозу. Поред ових, морају бити упознати и са 18 мање познатих запуштених тропских болести, као што су Шагасова болест, беснило и денгу. Лоши животни услови у развијеним регионима тропских земаља довели су до пораста броја неинфективних болести, као и преваленце запуштених тропских болести. Ове болести укључују рак и кардиоваскуларне болести, које су раније биле већа брига у развијеним земљама. Лекари обучени у тропској медицини такође морају бити спремни да дијагностикују и лече ове болести.

## Историја
Сер Патрик Менсон се признаје као отац тропске медицине. Основао је Лондонску школу хигијене и тропске медицине 1899. године. Заслужан је за откриће вектора преко којег се болест елефантијаза преносила на људе. Открио је да је то микроскопски нематодни црв под називом Filaria sanguinis hominis. Наставио је да проучава овај црв и његов животни циклус, утврђујући да се црви развијају и пролазе метаморфозу у женским комарцима Culex fatigans. Тако је открио да су комарци вектор за пренос елефантијазе. Након овог открића, сарађивао је са Роналдом Росом на проучавању преноса маларије преко комараца. Његов рад у откривању вектора као начина преноса био је кључан у оснивању тропске медицине и нашем садашњем разумевању многих тропских болести.

## Обука
Обука лекара који желе да се специјализују за тропску медицину значајно се разликује у различитим земљама. Лекари морају студирати епидемиологију, вирусологију, паразитологију и статистику, као и обуку која је неопходна за обичног доктора медицине. Истраживања о тропским болестима и методама њиховог лечења долазе из теренских истраживања и истраживачких центара, укључујући и оне војне.
У Уједињеном Краљевству, ако лекар жели да се специјализује за тропску медицину, мора прво да се обучи у области опште интерне медицине и да буде примљен у Краљевски колеџ лекара. Обуку завршава на једном од универзитета у Лондону или Ливерпулу који нудеспецијализацију за заразне болести. Поред тога, морају провести две године у једном од британских центара одобрених за тропску медицину (у Лондону, Ливерпулу или Бирмингему). Лекари у Уједињеном Краљевству који желе да буду сертификовани у тропској медицини морају да проведу најмање годину дана у региону са недовољним ресурсима. Тек тада могу постати сертификовани стручњаци из тропске медицине.
Обучавање лекара у Сједињеним Америчким Државама који се баве тропском медицином слично је, али ова специјализација није призната као званична специјалност у Америци. Лекари морају прво завршити медицинску школу и програм који се фокусира на инфективне болести. Након тога, могу да полажу испит за сертификат од Америчког друштва за тропску медицину и хигијену како би добили Сертификат знања из клиничке тропске медицине и здравља путника.

## Изазови

### ХИВ
У развојним земљама, само 22 милиона људи живи са ХИВ-ом. Већина инфекција се и даље јавља у Африци, али Европа, Азија, Латинска Америка и Кариби сада такође бележе велики број нових инфекција. 95% очекиваних нових инфекција ће се догодити у земљама с ниским приходима у тропским подручјима. Очекује се да ће број нових инфекција бити 3-4 милиона годишње. Фактори ризика, као што су употреба игала и незаштићени полни односи много су распрострањенији у тропским и недовољно развијеним подручјима. Када се ХИВ пренесе у тропске области, он се брзо шири међу сексуално активним становништвом. Иако се брзина и опсег ширења разликују, неке афричке земље имају преваленцију ХИВ-а од 10%. Што је још алармантније, у урбаним подручјима, преваленција међу трудницама може достићи чак 30%. Здравствени радници су такође изложени великом ризику од инфекције ХИВ-ом. Преваленција ХИВ-а од 10% значи да ће било који радни тим такође имати 10% преваленцију, а ово се односи и на здравствени тим. Туберкулоза се сматра фактором који убрзава прогресију болести. Туберкулоза је честа у тропским и недовољно развијеним земљама, чиме ХИВ постаје још разарајући. Без скупе и високо-технолошке медицинске опреме која је доступна у развијеним земљама, лекари у тропским подручјима имају веома ограничене опције. Ако успеју да открију бактеријске или микобактеријске болести повезане са ХИВ-ом, могу да дијагностикују и лече болест помоћу основних лекова и стандардних протокола лечења. Многе недовољно развијене земље немају стратегију лечења, а од оних које је имају, већина није довољно ефикасна да спречи ширење ХИВ-а.

### Маларија
Маларија је паразитска болест која се преноси на људски организам преко комарца рода Anopheles. Паразит који узрокује маларију припада роду Plasmodium. Након инфекције, маларија може попримити разне облике и симптоме. Болест се дели на једноставну и тешку категорију. Ако се брзо дијагностикује и лечи, маларија се може излечити. Међутим, неки од озбиљнијих симптома, као што су акутно отказивање бубрега, тешка анемија и акутни респираторни дистрес синдром, могу бити фатални ако се не третирају брзо и правилно. Одређене врсте Plasmodium могу оставити паразите у стању мировања у јетри који могу поново да се активирају месецима или годинама касније, узрокујући додатне рецидиве болести.
У Извештају о маларји за 2016. годину, Светска здравствена организација пријавила је стопу инфекције маларијом од 212 милиона, од чега је 90% било у Афричкој регији. Међутим, стопа инфекције маларијом пала је за 21% од 2010. године до времена издавања извештаја. Светска здравствена организација је такође пријавила процењену стопу смртности од 429.000 смртних случајева у 2015. години. Стопа смртности од маларије пала је глобално за 29% од 2010. године. Деца млађа од 5 година лакше се инфицирају маларијом од других, а 2015. године процењено је да је 303.000 деце млађе од 5 година умрло од маларije. Међутим, од 2010. године стопа смртности деце млађе од 5 година пала је за 35%.

### Туберкулоза
Туберкулоза је инфективна бактеријска болест која може захватити било који део тела, иако најчешће погађа плућа. Ово је болест која погађа сиромашне и ослабљене људе, а много је чешћа у развојним земљама. Туберкулоза може бити латентна или активна. Латентна туберкулоза може трајати годинама, понекад и више од деценије. Иако истраживања о туберкулози добијају само 1/6 средстава која добија истраживање о ХИВ-у, ова болест је однела више живота у последњих 200 година него било која друга инфективна болест. Према Ливерпулској школи за тропску медицину, процењује се да је 9 милиона људи било заражено туберкулозом само у 2013. години. Те године је од туберкулозе умрло 1,5 милиона људи. Од ових 1,5 милиона, 360.000 је било ХИВ позитивно. Туберкулоза је веома скупа за лечење, а третмани постају неефикасни због сојева туберкулозе који су отпорни на лекове. У 2016. години од туберкулозе је умрло 1,3 милиона људи. Додатних 374.000 људи је преминуло који су били коинфицирани и са туберкулозом и са ХИВ-ом. Истраживања су показала да ако је особа заражена ХИВ-ом, ризик да латентна туберкулоза постане активна је између 12 и 20 пута већи.

### Незаразне болести
Незаразне болести представљају групу хроничних болести као што су кардиоваскуларне болести, рак, повреде и респираторне болести, између осталог. Историјски, ове болести су много више погађале развијене земље него земље у развоју. У Студији глобалног оптерећења болестима из 2001. године откривено је да је 20% смртних случајева у Субсахарској Африци изазвано незаразним болестима. У 2005. години Светска здравствена организација је спровела студију која је показала да је 80% смртних случајева од хроничних болести настало у земљама са ниским и средњим примањима. Преваленција незаразних болести расте у земљама у развоју из различитих разлога. Недостатак едукације и превентивне медицине у земљама у развоју, као и неухрањеност или лоша исхрана, доводе до бројних ризичних фактора за незаразне болести.

### Запостављене тропске болести
Запостављене тропске болести су од стране Светске здравствене организације препознате као 18 тропских болести које погађају више од милијарду људи широм света, нарочито у земљама у развоју. Ове болести су хетерогене, што значи да потичу изван организма који погађају. Запуштене тропске болести узрокују паразити, вируси и бактерије. Запостављене тропске болести се тако називају јер обично нису фаталне саме по себи, али изазивају инвалидитет. Особе са овим болестима постају подложније другим запостављеним тропским болестима и смртоносним болестима као што су ХИВ или маларија.

## Интердисциплинарни приступ
Тропска медицина захтева интердисциплинарни приступ, јер инфекције и болести са којима се сусреће ова грана медицине обухватају широк спектар и имају јединствене карактеристике. Тропска медицина захтева истраживање и помоћ из области епидемиологије, микробиологије, вирусологије, паразитологије и логистике. Лекари који се баве тропском медицином морају имати ефикасне комуникационе вештине, јер многи пацијенти с којима се сусрећу не говоре енглески језик. Морају бити стручни у својим клиничким и дијагностичким вештинама, јер често немају приступ напредним дијагностичким алатима на терену. На пример, како би се контролисала Шагасова болест, која се преносила у бразилскиом граду Сао Паоло од стране боливијских имиграната, формиран је интердисциплинарни тим. У популацији боливијских имиграната у Сао Паолу учесталост Шагасове болести износила је 4,4%, док је пренос болести у Сао Паолу био под контролом од 1970-их. Овај прилив Шагасове болести довео је до формирања интердисциплинарног тима који је тестирао изводљивост управљања болешћу и њеним преносом на нивоу примарне здравствене заштите. Тим је чинило особље за здравље заједнице, здравствени радници, лекари, сестре, лабораторијски радници и агенти за заједницу. Педијатар и кардиолог су били доступни по потреби. Сви чланови тима били су обучени у патологији, паразитологији, екоепидемиологији и методама превенције, дијагностике и контроле Шагасове болести. Обука стручњака из ових области била је неопходна. Чланови тима су испитивали разлоге за неусаглашеност са лечењем и користили ова знања за побољшање ефикасности својих интервенција. Овај интердисциплинарни приступ коришћен је за обуку многих тимова широм Бразила за управљање Шагасовом болешћу.
Тропска медицина такође подразумева превентивни приступ, посебно у образовном аспекту. На пример, од 2009. до 2011. године, Лондонска школа хигијене и тропске медицине спровела је интервенциону студију на групи жена које се баве сексуалним радом у Уагадугу, Буркина Фасо, земљи у Западној Африци. 321 жена која није била инфицирана ХИВ-ом примила је едукацију о ХИВ-у, тестирање и лечење ХИВ-а, психолошку подршку, општу здравствену негу и услуге за репродуктивно здравље. Та иста група је наставила да прати учеснице, на тромесечном нивоу, током 21 месеца. На сваком праћењу, жене су тестиране на ХИВ и имале су приступ превентивним интервенцијама, ако је било потребно. Користећи моделе засноване на истој популацији, без интервенција, очекивана учесталост ХИВ инфекција била је 1,23 инфекције на 100 особа. Међутим, у стварној групи која је имала приступ интервенцијама, није забележена ниједна ХИВ инфекција у колективних 409 особа.

## Тропска истраживања у војсци
Током историје, америчке војне снаге биле су погођене многим тропским болестима. Само током Другог светског рата, процењује се да је готово милион војника било заражено тропском болешћу током службе. Највише погођени војници били су распоређени у Пацифику, посебно на Филипинима и Новој Гвинеји. Маларија је била посебно распрострањена у Пацифику, али су војници на Јужном Балкану и Северној Африци такође били заражени тропским болестима. Многе болести које су данас познате као запостављене тропске болести, погођене су и америчке војнике. То су укључивале хелминтозу, шистозомијазу, денгу и лимфатичку филаријазу. Лимфатицка филаријаза је представљала тако велики проблем да је изазвала евакуацију америчких трупа из Нове Гвинеје и Тонга острва у вредности од 100 милиона долара.
Током Корејског и Вијетнамског рата, америчка војска је наставила да буде погођена тропским болестима. Најчешће болести које су погађале њихове трупе биле су маларија и денга. Хепатитис А, црвени тифус и инфекције узроковане рогатим црвима били су међу осталим тропским инфекцијама које су војници набавили током ових конфликата.
Како би се суочила са значајним утицајем тропских болести на своје снаге, америчка војска је уложила велики напор у развој лекова, вакцина и других метода контроле болести. Истраживања која су спроведена на Институту за истраживања Војне болнице Волтер Рид, Поморном медицинском истраживачком центру и разним повезаним истраживачким центрима значајно су побољшала спремност војске у борби против тропских болести. 1967. године капетан Роберт Филипс је освојио Ласкерову награду за развој типа IV терапије која је смањила смртност од колере са 60% на мање од 1%. Друге интервенције које је америчка војска лиценцирала укључују вакцине против хепатитиса А и јапанског енцефалитиса. Такође су развили лекове мефлоквин и маларон, који се користе у лечењу маларије.
Америчка војска тренутно спроводи клиничка испитивања вакцина против маларије, аденовирусне инфекције, денге и ХИВ-а/сиде. Међутим, због масивних смањења буџета у војсци, ови истраживачки центри добијају све мање средстава и већ су изгубили многе извођаче радова.